# Microrégion de Portel

Localisation de la microrégion de Portel

La microrégion de Portel est l'une des trois microrégions qui subdivisent la mésorégion du Marajó, dans l'État du Pará au Brésil.
Elle comporte quatre municipalités qui regroupaient 110 037 habitants en 2006 pour une superficie totale de 45 096 km2.

## Municipalités[1]
- Bagre
- Gurupá
- Melgaço
- Portel